# Sayaka Shibusawa
Sayaka Shibusawa (en japonés: 渋沢小哉芳, Shibusawa Sayaka; 5 de abril de 1984) es una deportista japonesa que compitió en saltos de trampolín. En los Juegos Asiáticos de 2010 consiguió una medalla de bronce en la prueba de trampolín 3 m sincro.

## Palmarés internacional
| Juegos Asiáticos | Juegos Asiáticos | Juegos Asiáticos  | Juegos Asiáticos     |
| Año              | Lugar            | Medalla           | Prueba               |
| ---------------- | ---------------- | ----------------- | -------------------- |
| 2010             | Cantón (China)   | Medalla de bronce | Trampolín 3 m sincro |